# Tufești
Tufești is een Roemeense gemeente in het district Brăila.
Tufești telt 5774 inwoners.